# Christiane Lack
Christiane Lack (* 5. August 1939) ist eine französische Filmeditorin.

## Leben
Christiane Lack besuchte das Institut des hautes études cinématographiques und arbeitete zunächst als Script Girl.
Ende der 1960er Jahre sammelte sie erste Erfahrungen im Bereich Filmschnitt als Assistentin bei Philippe de Brocas Filmkomödie Pack den Tiger schnell am Schwanz (1969) mit Yves Montand. Für das Filmdrama Nachtblende (1975) mit Romy Schneider in der Hauptrolle erhielt Lack eine Nominierung für den 1976 erstmals vergebenen Filmpreis César in der Kategorie Bester Schnitt, unterlag jedoch der Editorin Geneviève Winding. 
Auch bei René Cléments Thriller Das ganz große Ding (1975) war Lack für den Schnitt verantwortlich. Es folgten Filme wie Liebeserwachen (1977) mit Jodie Foster, Gabriel Aghions La Scarlatine (1983) sowie der Dokumentarfilm Offener Brief an Jean-Luc Godard (1988), an denen Lack als Editorin beteiligt war. Ab 2003 kam sie häufig bei Kurzfilmen zum Einsatz. Zuletzt arbeitete sie an Karin Albous Filmdrama Mein kleines Jerusalem (2005) mit Fanny Valette und Elsa Zylberstein.

## Filmografie (Auswahl)
- 1966: Der Weihnachtsmann hat blaue Augen (Le Père Noël a les yeux bleus)
- 1971: Das Haus unter den Bäumen (La Maison sous les arbres )
- 1975: Nachtblende (L’Important c’est d’aimer)
- 1975: Das ganz große Ding (La baby sitter)
- 1977: Liebeserwachen (Moi, fleur bleue)
- 1979: Plurielles
- 1983: Tout le monde peut se tromper
- 1983: La Scarlatine
- 1985: Oriana
- 1988: Offener Brief an Jean-Luc Godard (Notes pour Debussy – Lettre ouverte à Jean-Luc Godard) (Dokumentarfilm)
- 1990: La Campagne de Cicéron
- 1992: Rome Roméo
- 1994: Les Romantiques
- 1994: Lumière noire
- 1995: Cinderella in Paris (Mécaniques célestes)
- 1996: Calino Maneige
- 2003: L’Hôtel (Kurzfilm)
- 2003: L’Amour est aveugle (Kurzfilm)
- 2003: Terminus (Kurzfilm)
- 2004: Personnes en danger (Kurzfilm)
- 2005: Mein kleines Jerusalem (La Petite Jérusalem)

## Auszeichnungen
- 1976: Nominierung für den César in der Kategorie Bester Schnitt für Nachtblende